# 프랑스해안소나무
프랑스해안소나무(학명: Pinus pinaster 피누스 피나스테르[*])는 유럽 남대서양면 지역과 서지중해 지역 일부가 원산인 소나무이다. 나무가 단단하고 삐르게 자라며 큰 날개가 달린 작은 씨앗이 특징이다.

## 특징

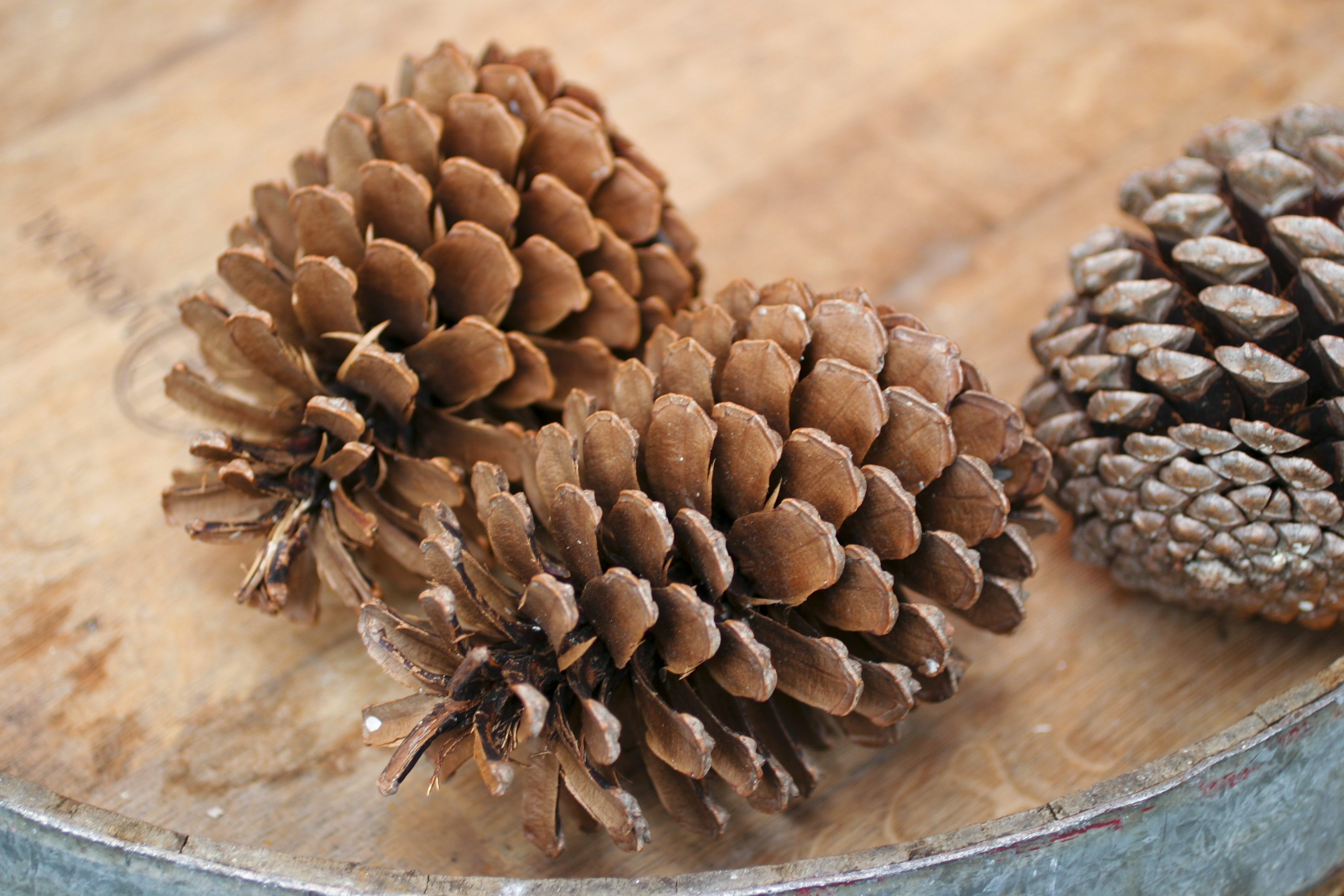
프랑스해안소나무의 구과

프랑스해안소나무는 높이 20–35 미터 (66–115 피트) 가슴둘레크기 1.2 m (4 ft)~ 1.8 m (6 ft)에 달한다.

구과

The 나무껍질은 동적색에 두꺼우며, 줄기의 지제부에 크게 균열이 있고 수관에서 다소 얇아진다.
잎 (바늘잎)은 한 쌍이며 매우 튼튼하고(폭 2 밀리미터 or 1⁄16 인치), 길이  25 cm (10 in) 이상이며, 청록색에서 황록색을 띤다. 프랑스해안소나무는 모든 유럽의 소나무 종 중 가장 길고 단단한 바늘잎을 가지고 있다는 것이 특징이다.
구과는 원뿔형이며, 길이 10–20 cm (4–8 in)에 구과가 닫혀있을 때의 폭 4–6 cm (1 1⁄2–2 1⁄2 in)이고, 처음에는 녹색이었다가 24개월이 지나면 윤기 있는 적갈색으로 익는다. 구과는 이후 몇 년이 지나거나 산불에 의해 데워지면서 천천히 열리게 되는데, 폭 8–12 cm (3–4 1⁄2 in)의 구멍으로 씨앗을 방출한다.
씨앗은 길이 8–10 mm (5⁄16–3⁄8 in)이며 날개의 길이 20–25 mm (13⁄16–1 in)이고, 바람에 잘 날아간다.

### 비슷한 종
프랑스해안소나무는 튀르키예소나무, 카나리아제도소나무, 알레포소나무와 많은 특징을 공유하는 근연이다. 이 소나무는 비교적 변동이 없는 종으로, 전체에 걸쳐 일정한 형태를 가지고 있다.

## 분포 및 서식지
그 분포 범위는 지중해 분지서부와 유럽의 남대서양 해안에 이르고, 크게는 포르투갈 중부 및 스페인 북부 (특히 갈리시아)에서 스페인 남부와 서프랑스, 이탈리아 동서부, 크로아티아와 튀니지 남북부, 알제리, 북모로코까지 아우른다. 이 소나무는 서늘하고 비가 많이 오는 겨울과 덥고 건조한 여름을 가진 지중해 기후를 선호한다.
대개 해수면에서 600 m (2,000 ft)에 이르는 중저고도에서 살지만, 모로코에서 서식지 남쪽 방향으로는 2,000 m (6,600 ft) 이상의 해발고도에 살기도 한다. 현재 자연 분포에서 높은 수준의 분열은 두 가지 요인에 의해 발생한다. 산맥의 불연속성과 고도로 인한 개체고립 현상, 그리고 인간의 활동이 그것이다.

## 같이 보기
- Pinus pinaster – 분포지도, 유전자 보호 유닛 및 관련 자원. 유럽 삼림유전자원프로그램 (European Forest Genetic Resources Programme, EUFORGEN)
- “Pinus pinaster”. 《Plants for a Future》.
- Pinus pinaster in the CalPhotos photo database, University of California, Berkeley